# Johan Abraham Gyllenhaal
Johan Abraham Gyllenhaal (* 8. Dezember 1750 in Bråttensby, Västra Götalands län; † 24. Juli 1788 in Åtvidaberg) war ein schwedischer Naturforscher.

## Jugend
Er war der Sohn des Kornetts Hans Reinhold Gyllenhaal und Anna Catharina Wahlfelt. Sein Bruder Leonard Gyllenhaal war ein berühmter Entomologe. Johan Abraham Gyllenhaal besuchte ab 1762 die Schule in Skara, dann studierte er zunächst Rechtswissenschaften an der Universität Lund und wurde 1769 Schüler von Carl von Linné an der Universität Uppsala und Schüler von Torbern Olof Bergman und Daniel Tilas.
Die Brüder Gyllenhaal waren neben Andreas Dahl u. a. die Mitbegründer der im Jahr 1769 gegründeten schwedischen topografischen Gesellschaft (Svenska Topographiska Sällskapet) in Skara, die naturkundliche Studien durchführte.

## Arbeit
1775 legte er dem Bergskollegium das Ergebnis seiner Universitätsarbeit vor. Im selben Jahr wurde er Direktor der Kupferhütte von Åtvidaberg, in der er bis zu seinem Lebensende wirkte. 1783 wurde er Bergmeister. Er war unverheiratet und vermachte seine beträchtliche naturwissenschaftliche Sammlung, sein Eigentum und sein Vermögen der Königlichen Gesellschaft der Wissenschaften in Uppsala; heute gehört die Sammlung zur Universitätsbibliothek.
Er veröffentlichte 1772 eine Arbeit der Paläontologie über Stachelhäuter und Ablagerungen aus dem Kambrium. Dies war das einzige Werk, welches er druckte, alles andere ist als Manuskript erhalten. Zu seiner Zeit erhielt er viel Ruhm, nach seinem Tod jedoch geriet er bald in Vergessenheit. Der schwedische Archäologe Rutger Sernander und der Historiker Hans Sallander verfassten 1935 eine Biografie über Gyllenhaal.
Zu seiner Familie zählen u. a. sein Urneffe Stephen Gyllenhaal sowie sein Ururneffe, der Schauspieler Jake Gyllenhaal und seine Ururnichte, die Schauspielerin Maggie Gyllenhaal.